# Béon (Yonne)
Béon – miejscowość i gmina we Francji, w regionie Burgundia-Franche-Comté, w departamencie Yonne.
Według danych na rok 1990 gminę zamieszkiwało 455 osób, a gęstość zaludnienia wynosiła 30 osób/km² (wśród 2044 gmin Burgundii Béon plasuje się na 492. miejscu pod względem liczby ludności, natomiast pod względem powierzchni na miejscu 637.).